# Jákfa
Jákfa è un comune dell'Ungheria di 545 abitanti (dati 2001). È situato nella contea di Vas.